# لثى

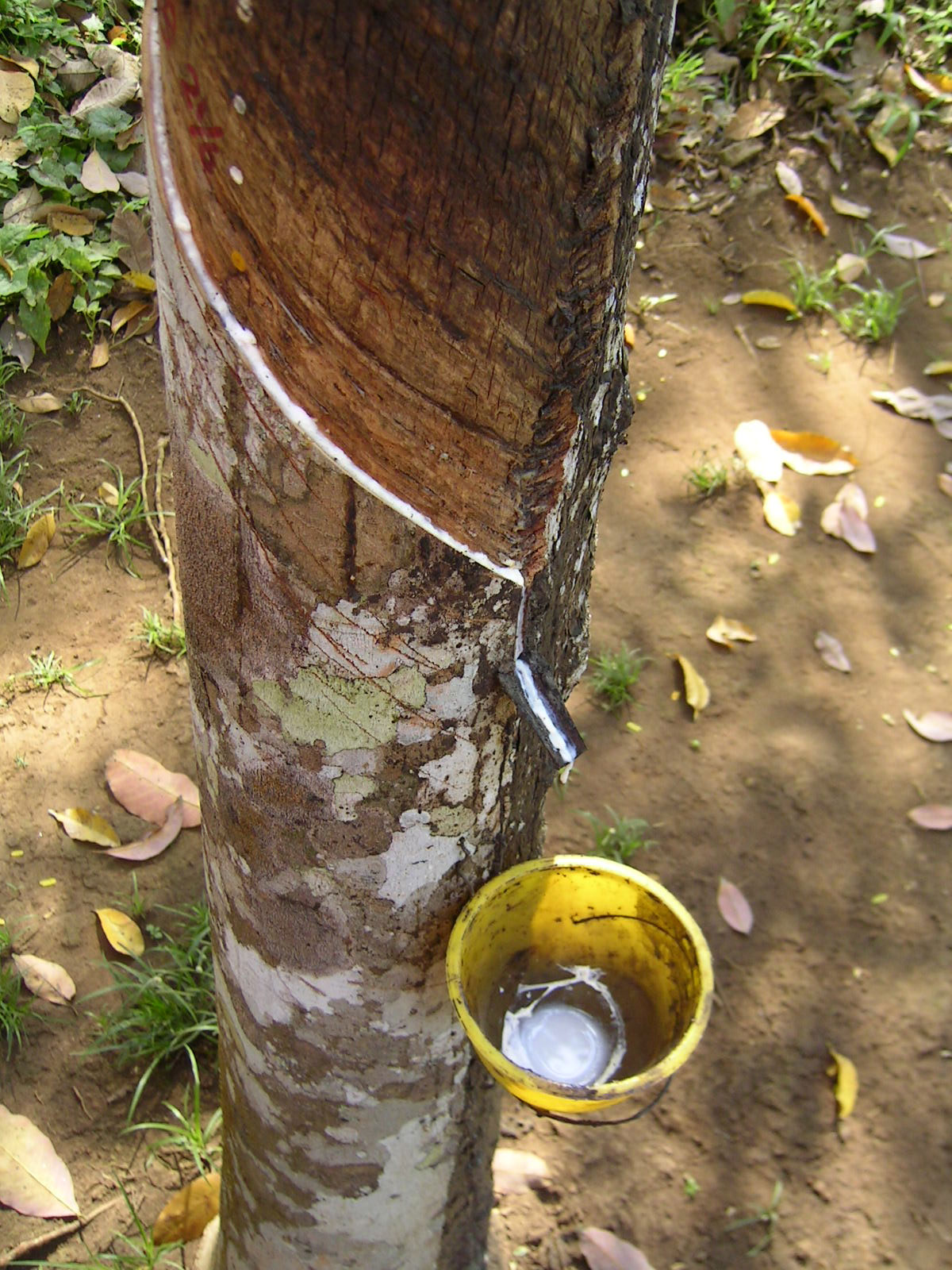
استخراج لثى من شجرة لاستخدامه في إنتاج المطاط.

اللَّثَى أو اللَّثَأ أو الحِلْبَاب (بالإنجليزية: Latex لاتكس)‏ هو التشتت المستقر (مستحلب) للجزيئات الدقيقة لمكثور في وسط مائي، قد يكون طبيعياً أو صناعياً.
يوجد اللثى في الطبيعة بصورة سائل حليبي في 10% من جميع النباتات المزهرة (كاسيات البذور)، وهو مستحلب معقد يتكون من البروتينات والقلوانيات والنشويات والسكريات والزيوت والعفصينات والراتنجات والصموغ، يتخثر عند التعرض للهواء وينضح عادةً بعد جرح النسيج. اللثى أبيض في معظم النباتات، لكنه قد يكون أصفراً أو برتقالياً أو قرمزياً في نباتات أخرى، ويهدف إلى حماية النبات من الحشرات العاشبة. يجب عدم الخلط بين اللثى ونسغ النبات، فهما مادتان منفصلتان، تفرزان بشكل منفصل وتخدمان وظائف مختلفة.
يمكن أيضاً إنتاج اللثى صناعياً عن طريق كوثرة مَوحُود مثل الستيرين الذي يُستحلب مع عوامل الفعالية السطحية.
تستخدم كلمة اللثى أيضاً للإشارة إلى مطاط اللثى الطبيعي في منتجات مثل القفازات المطاطية والألبسة اللثئية.